# Frida Andersson
Frida Carina Andersson, född 31 oktober 1983, är en svensk fotbollsspelare (målvakt).
Anderssons moderklubb är Näsets SK. Hon spelade sedan i Lerums IS innan hon 2007 gick till Jitex BK. 
2008 värvades hon, tillsammans med tre andra svenskor – Emina Curt samt Mikaela och Sandra Örtendahl från Vallens IF – till AEK Kokkinonchorion i den cypriotiska högstaligan. Samtliga fick ett kontrakt på 1+1 år. Andersson blev sedan kvar på Cypern i åtta år innan hon 2016 återvände till Sverige. Hon är utbildad inredningsarkitekt.